# 五股路街道
五股路街道，是中华人民共和国河南省洛陽市瀍河回族区下辖的一个乡镇级行政单位。

## 行政区划
五股路街道下辖以下地区：
龙泉社区、含嘉仓社区和五一社区。